# Gardinovec
Gardinovec – wieś w Chorwacji, w żupanii medzimurskiej, w gminie Belica. W 2011 roku liczyła 898 mieszkańców.